# برایان گیبسون (بازیکن فوتبال)
برایان گیبسون (انگلیسی: Brian Gibson; ۲۲ فوریهٔ ۱۹۲۸ – ۱۱ مهٔ ۲۰۱۰) بازیکن فوتبال اهل بریتانیا بود.
از باشگاه‌هایی که در آن بازی کرده‌است می‌توان به باشگاه فوتبال هادرزفیلد تاون اشاره کرد.